# Burgstemmen
Burgstemmen ist ein Ortsteil der niedersächsischen Gemeinde Nordstemmen im Landkreis Hildesheim an der Leine.

## Geschichte
Erste Erwähnung findet der Ort im Jahr 996. Bischof Bernward von Hildesheim schenkte in seinem Testament, das in dieses Jahr gelegt wird, seine Eigenkirche in Burgstemmen der Kreuzkapelle des Michaeliklosters in Hildesheim.
Im Mittelalter wurde die Geschichte des Orts von der Burg Poppenburg und den Grafen von Poppenburg beeinflusst.
Vor dem Bischöflich Hildesheimischen Amt Poppenburg fanden einige Hexenprozesse statt, darunter ein Sammelprozess, in dessen Folge 1639 elf Frauen hingerichtet wurden.
Am 1. März 1974 wurde Burgstemmen in die Gemeinde Nordstemmen eingegliedert.

## Religion
Die evangelisch-lutherische St.-Michaelis-Kirche an der Bethelner Straße, benannt nach dem Erzengel Michael, gehört seit 2006 zur Dreikirchengemeinde im Kirchenkreis Hildesheimer Land-Alfeld. Zu ihr gehört auch der 1998 gegründete St.-Michaelis-Kindergarten an der Tiestraße.
Die katholische St.-Joseph-Kirche befindet sich auf der Poppenburg, oberhalb der Leinebrücke gelegen. Sie ist nach Josef von Nazaret benannt und wurde in ihrer heutigen Form im 18. Jahrhundert errichtet. Seit 2010 gehört die Burgkirche zur Pfarrgemeinde Heilig Geist in Sarstedt.

## Politik

### Ortsrat
Der Ortsrat von Burgstemmen setzt sich aus 4 Ratsfrauen und 3 Ratsherren folgender Partei zusammen:
- Wählergemeinschaft Zukunft Burgstemmen: 4
- SPD: 3

(Stand: Kommunalwahl 12. September 2021)

### Ortsbürgermeister
Der Ortsbürgermeister ist Ulf Moldenhauer (WZB). Seine Stellvertreterin ist Heike Gesemann (SPD).

### Wappen
Der Gemeinde wurde das Wappen am 8. Februar 1938 durch den Oberpräsidenten der Provinz Hannover verliehen. Der Landrat aus Alfeld überreichte es am 22. April desselben Jahres.
| Wappen von Burgstemmen | Blasonierung: „Auf blauem Schild zwei silberne Balken, der obere belegt mit drei und der untere mit zwei roten heraldischen Rosen mit grünen Kelchspitzen und goldenen Staubgefäßen.“ |
| Wappen von Burgstemmen | Wappenbegründung: Das Wappen ist abgeleitet von dem des mittelalterlichen Grafengeschlechts von Poppenburg, das bereits 1270 ausstarb. Anfänglich führt die Familie im Wappen nur einen Balken mit drei Rosen, später deren zwei mit oben drei und unten zwei Rosen. Diese Form ist dem Gemeindewappen von Burgstemmen zugrunde gelegt. Burgstemmen ist das Dorf der Hintersassen der Poppenburger Grafen, das während des Mittelalters sich im Schutze der Burg günstig entwickelte. |

## Kultur und Sehenswürdigkeiten

### Bauwerke
- Am nordwestlichen Ortsrand liegt hoch über dem Leineufer die Poppenburg
- Etwa um 1200 wurde die Michaeliskirche im romanischen Stil errichtet

### Fotogalerie

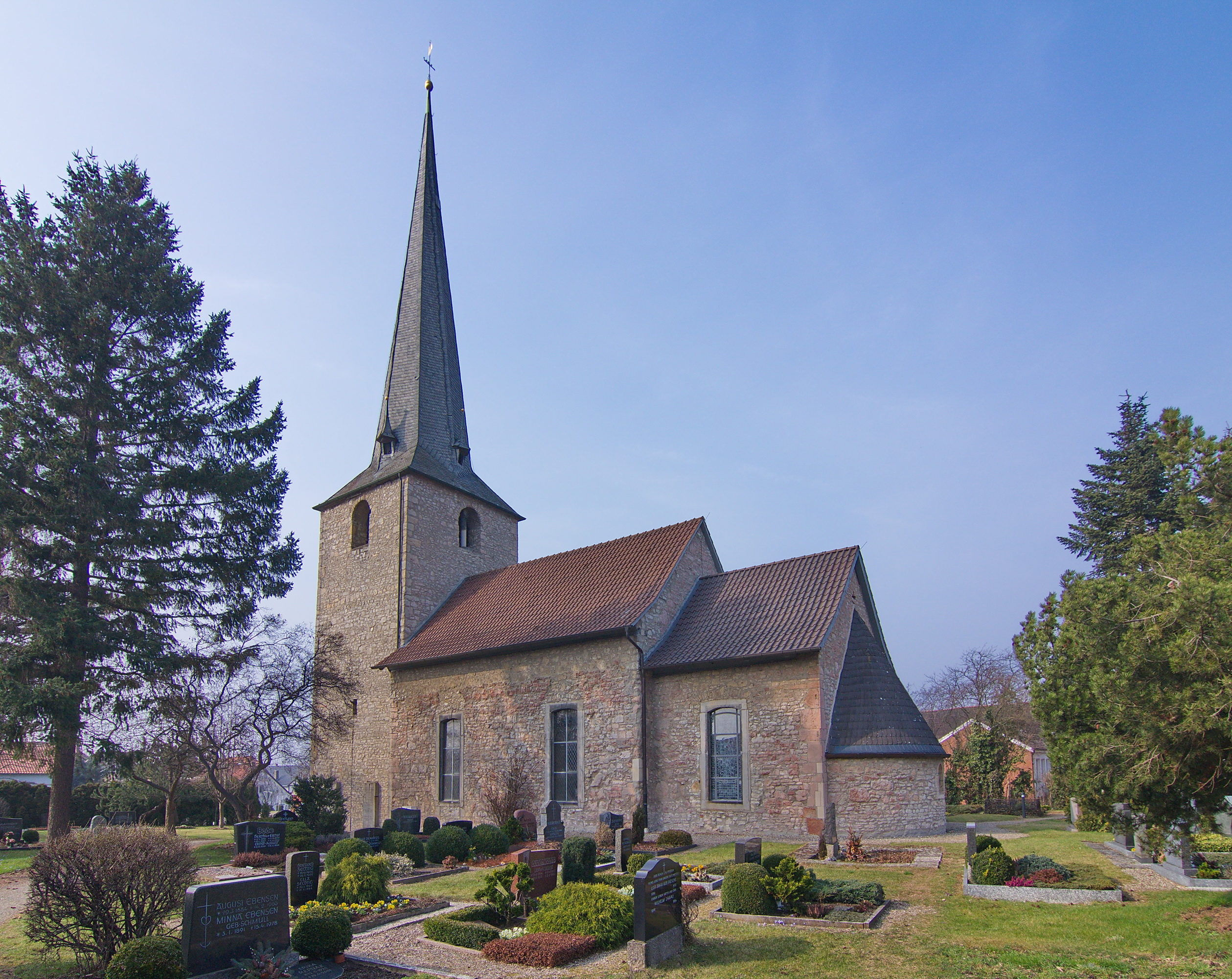
St.-Michaelis-Kirche
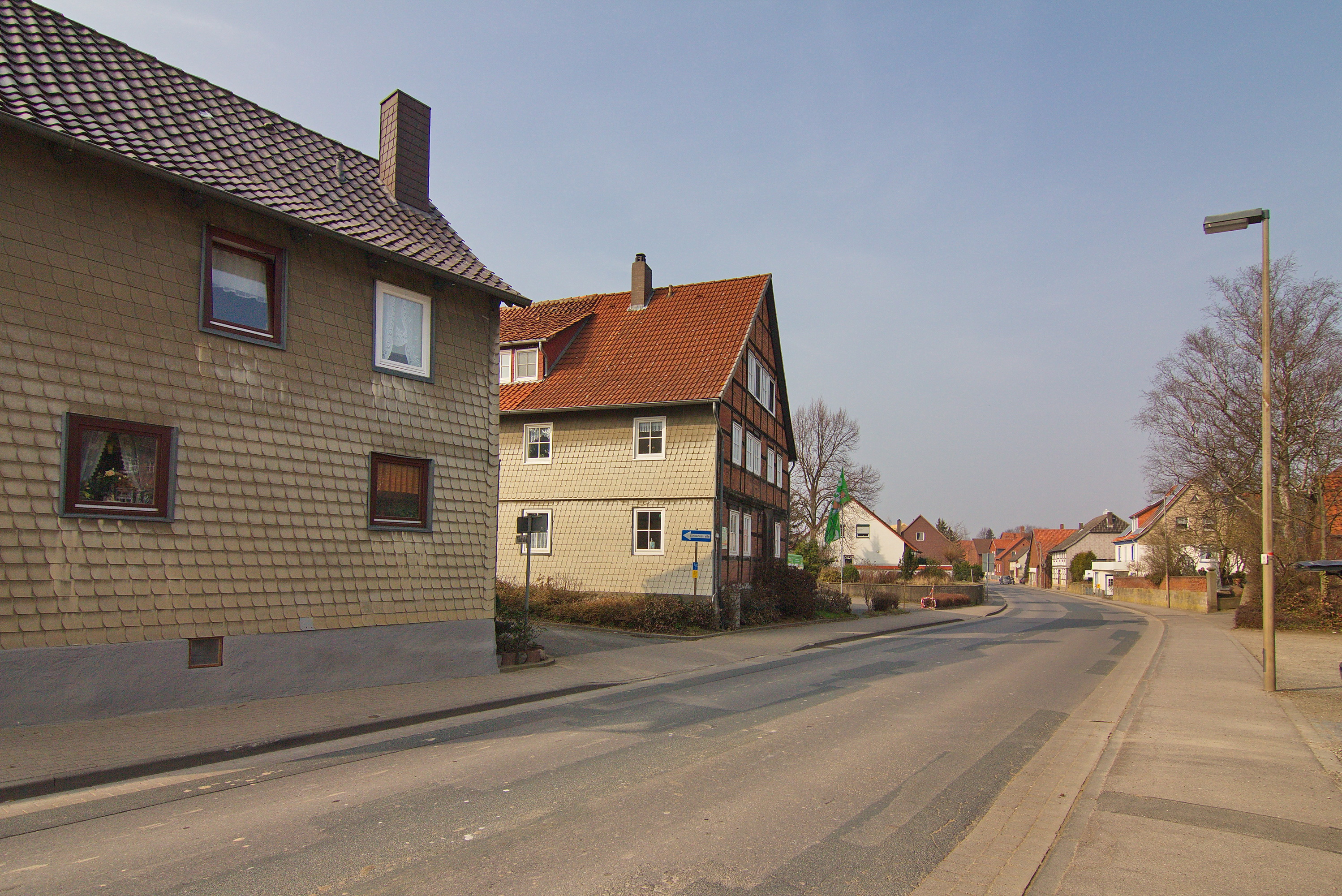
Ortsblick
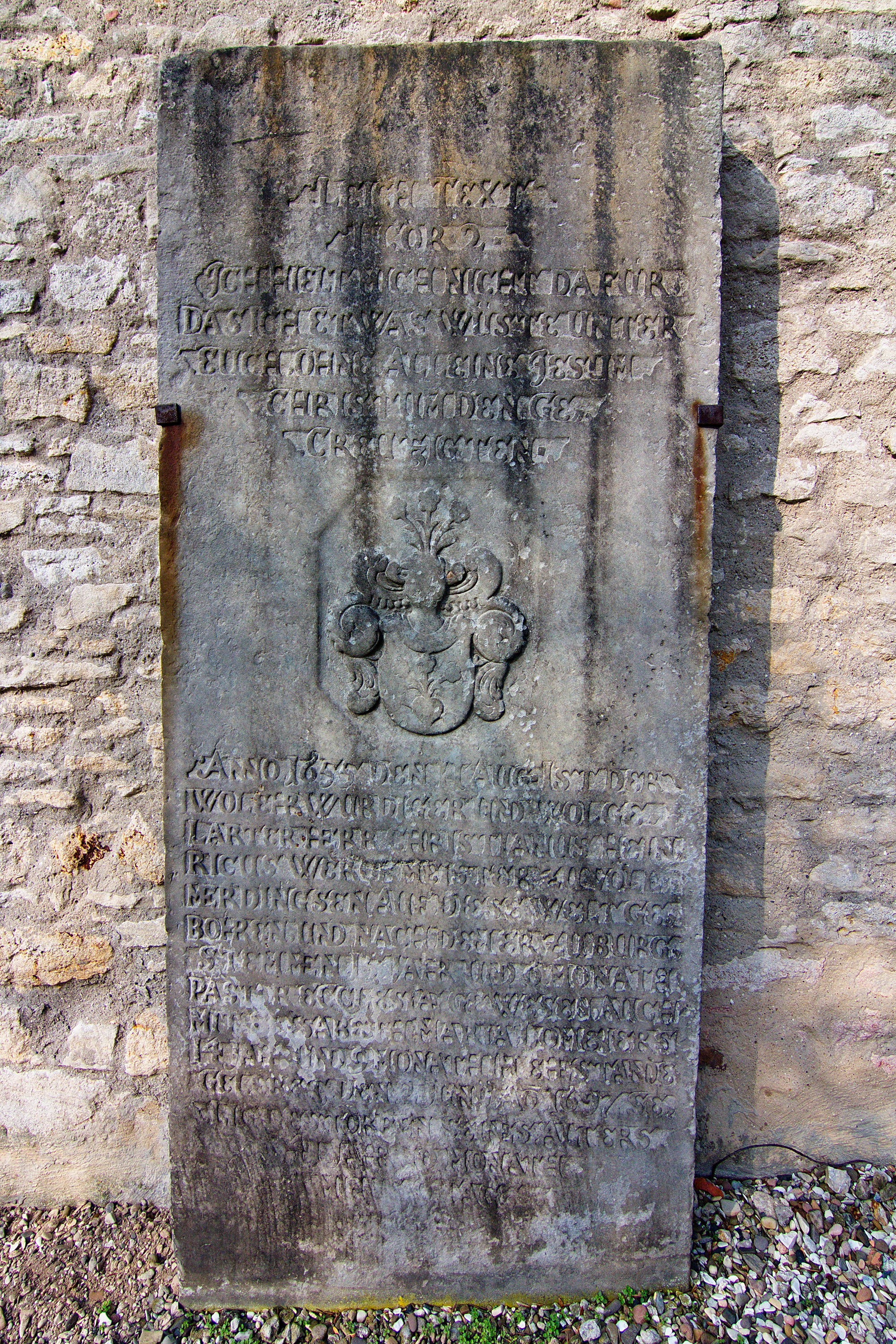
Alter Grabstein